# Перво-Эртиль
Перво-Эртиль (Первоэртиль) — посёлок в Эртильском районе Воронежской области России.
Административный центр Первоэртильского сельского поселения.

## География
В посёлке имеются три улицы — Новая, Садовая и Центральная.

## Население
| 2000 | 2010 |
| ---- | ---- |
| 446  | ↘356 |

## Инфраструктура
В посёлке имеются:
- Средняя общеобразовательная школа, улица Центральная, 35[3].